# Puchar Króla Tajlandii 2010
Puchar Króla Tajlandii 2010 w piłce nożnej odbywał się w Nakhon Ratchasima w Tajlandii w dniach 17 – 23 stycznia.
Puchar Króla Tajlandii wywalczyła reprezentacja Danii, druga była reprezentacja Polski, a trzecia reprezentacja Tajlandii.

## Uczestnicy
- Polska
- Tajlandia
- Dania
- Singapur

## Terminarz

### 17 stycznia 2010
| 17 stycznia 2010 10:00 | Dania · Søren Rieks 22' · Morten Rasmussen 48' · Jesper Bech 60' | 3:11:1 | Polska · 25' Sławomir Peszko | 80th Birthday Anniversary Stadium, Nakhon Ratchasima |
|                        |                                                                  |        |                              |                                                      |

| 17 stycznia 2010 12:30 | Tajlandia · Sutee Suksomkit 59' | 1:00:0 | Singapur | 80th Birthday Anniversary Stadium, Nakhon Ratchasima |
|                        |                                 |        |          |                                                      |

### 20 stycznia 2010
| 20 stycznia 2010 10:00 | Singapur · Fazrul Nawaz 84' | 1:50:3 | Dania · Jim Larsen 8' · Jakob Poulsen 19' (k) · Rajko Lekic 35' · Mikkel Thygesen 48' · Søren Rieks 80' | 80th Birthday Anniversary Stadium, Nakhon Ratchasima |
|                        |                             |        | |                                                      |

| 20 stycznia 2010 12:30 | Tajlandia · Therdsak Chaiman 90' (k) | 1:30:1 | Polska · Kamil Glik 43' · Patryk Małecki 52' · Marcin Robak 86' | 80th Birthday Anniversary Stadium, Nakhon Ratchasima |
|                        |                                      |        |                                                                 |                                                      |

### 23 stycznia 2010
| 23 stycznia 2010 10:00 | Polska · Robert Lewandowski 27' (k) 37' · Maciej Iwański 45' (k) · Piotr Brożek 69' · Patryk Małecki 80' · Tomasz Nowak 88' (k) | 6:13:1 | Singapur · Shi Jiayi 39' | 80th Birthday Anniversary Stadium, Nakhon Ratchasima |
|                        | |        |                          |                                                      |

| 23 stycznia 2010 12:30 | Tajlandia | 0:30:2 | Dania · Rajko Lekic 19' · Johan Absalonsen 37' · Martin Bernburg 87' | 80th Birthday Anniversary Stadium, Nakhon Ratchasima |
|                        |           |        |                                                                      |                                                      |

## Tabela
| Poz. | Drużyna   | M | Pkt. | Mecze | Mecze | Mecze | Bramki | Bramki |
| Poz. | Drużyna   | M | Pkt. | zw.   | rem.  | por.  | zdob.  | str.   |
| ---- | --------- | - | ---- | ----- | ----- | ----- | ------ | ------ |
| 1.   | Dania     | 3 | 9    | 3     | 0     | 0     | 11     | 2      |
| 2.   | Polska    | 3 | 6    | 2     | 0     | 1     | 10     | 5      |
| 3.   | Tajlandia | 3 | 3    | 1     | 0     | 2     | 2      | 6      |
| 4.   | Singapur  | 3 | 0    | 0     | 0     | 3     | 2      | 12     |

## Strzelcy
| Lp. | Piłkarz            | Reprezentacja | Klub                   | Gole |
| --- | ------------------ | ------------- | ---------------------- | ---- |
| 1   | Patryk Małecki     | Polska        | Wisła Kraków           | 2    |
| 1   | Robert Lewandowski | Polska        | Lech Poznań            | 2    |
| 1   | Søren Rieks        | Dania         | Esbjerg fB             | 2    |
| 1   | Rajko Lekic        | Dania         | Silkeborg IF           | 2    |
| 2   | Morten Rasmussen   | Dania         | Brøndby IF             | 1    |
| 2   | Jesper Bech        | Dania         | Silkeborg IF           | 1    |
| 2   | Jim Larsen         | Dania         | Silkeborg IF           | 1    |
| 2   | Jakob Poulsen      | Dania         | Aarhus GF              | 1    |
| 2   | Rajko Lekic        | Dania         | Silkeborg IF           | 1    |
| 2   | Mikkel Thygesen    | Dania         | FC Midtjylland         | 1    |
| 2   | Martin Bernburg    | Dania         | Brøndby IF             | 1    |
| 2   | Piotr Brożek       | Polska        | Wisła Kraków           | 1    |
| 2   | Sławomir Peszko    | Polska        | Lech Poznań            | 1    |
| 2   | Kamil Glik         | Polska        | Piast Gliwice          | 1    |
| 2   | Marcin Robak       | Polska        | Widzew Łódź            | 1    |
| 2   | Tomasz Nowak       | Polska        | Polonia Bytom          | 1    |
| 2   | Maciej Iwański     | Polska        | Legia Warszawa         | 1    |
| 2   | Sutee Suksomkit    | Tajlandia     | Bangkok Glass F.C.     | 1    |
| 2   | Therdsak Chaiman   | Tajlandia     | Muangthong United F.C. | 1    |
| 2   | Fazrul Nawaz       | Singapur      | Gombak United FC       | 1    |
| 2   | Shi Jiayi          | Singapur      | Home United FC         | 1    |

## Składy drużyn

### Kadra Polski
| Imię i nazwisko      | Data urodzenia       | Klub             |
| Bramkarze            | Bramkarze            | Bramkarze        |
| -------------------- | -------------------- | ---------------- |
| Mariusz Pawełek      | 17 marca 1981        | Wisła Kraków     |
| Sebastian Przyrowski | 30 listopada 1981    | Polonia Warszawa |
| Obrońcy              |                      |                  |
| Piotr Brożek         | 21 kwietnia 1983     | Wisła Kraków     |
| Tomasz Brzyski       | 10 stycznia 1982     | Ruch Chorzów     |
| Kamil Glik           | 3 lutego 1988        | Piast Gliwice    |
| Tomasz Jodłowiec     | 6 września 1985      | Polonia Warszawa |
| Maciej Sadlok        | 29 czerwca 1989      | Ruch Chorzów     |
| Pomocnicy            |                      |                  |
| Tomasz Bandrowski    | 18 września 1984     | Lech Poznań      |
| Janusz Gol           | 11 listopada 1985    | GKS Bełchatów    |
| Maciej Iwański       | 7 maja 1981          | Legia Warszawa   |
| Jacek Kiełb          | 10 stycznia 1988     | Korona Kielce    |
| Patryk Małecki       | 1 sierpnia 1988      | Wisła Kraków     |
| Tomasz Nowak         | 30 października 1985 | Polonia Bytom    |
| Łukasz Mierzejewski  | 31 sierpnia 1982     | Cracovia         |
| Sławomir Peszko      | 19 lutego 1985       | Lech Poznań      |
| Maciej Rybus         | 19 sierpnia 1989     | Legia Warszawa   |
| Jakub Tosik          | 21 maja 1987         | GKS Bełchatów    |
| Napastnicy           |                      |                  |
| Robert Lewandowski   | 21 sierpnia 1988     | Lech Poznań      |
| Dawid Nowak          | 30 listopada 1984    | GKS Bełchatów    |
| Marcin Robak         | 29 listopada 1982    | Widzew Łódź      |

### Kadra Danii
| Imię i nazwisko           | Data urodzenia       | Klub                |
| Bramkarze                 | Bramkarze            | Bramkarze           |
| ------------------------- | -------------------- | ------------------- |
| Kim Christensen           | 16 lipca 1979        | IFK Göteborg        |
| Steffen Rasmussen         | 30 września 1982     | Aarhus GF           |
| Obrońcy                   |                      |                     |
| Anders Møller Christensen | 26 czerwca 1977      | Odense Boldklub     |
| Michael Jakobsen          | 2 stycznia 1986      | Aalborg BK          |
| Leon Jessen               | 11 czerwca 1986      | FC Midtjylland      |
| Jim Larsen                | 6 listopada 1985     | Silkeborg IF        |
| Kris Stadsgaard           | 1 sierpnia 1985      | Rosenborg BK        |
| Pomocnicy                 |                      |                     |
| Peter Nymann Mikkelsen    | 22 sierpnia 1982     | Esbjerg fB          |
| Jakob Poulsen             | 7 lipca 1983         | Aarhus GF           |
| Søren Rieks               | 7 kwietnia 1987      | Esbjerg fB          |
| Johnny Thomsen            | 26 lutego 1982       | SønderjyskE Fodbold |
| Mikkel Thygesen           | 22 października 1984 | FC Midtjylland      |
| Rasmus Würtz              | 18 września 1983     | Aalborg BK          |
| Martin Ørnskov Nielsen    | 24 lipca 1973        | Silkeborg IF        |
| Napastnicy                |                      |                     |
| Johan Absalonsen          | 16 września 1985     | Odense Boldklub     |
| Jesper Bech               | 25 maja 1982         | Silkeborg IF        |
| Martin Bernburg           | 26 grudnia 1985      | Brøndby IF          |
| Michael Krohn-Dehli       | 6 czerwca 1983       | Brøndby IF          |
| Rajko Lekic               | 3 lipca 1981         | Silkeborg IF        |
| Morten Rasmussen          | 31 stycznia 1985     | Brøndby IF          |

### Kadra Tajlandii
| Imię i nazwisko       | Data urodzenia    | Klub                   |
| Bramkarze             | Bramkarze         | Bramkarze              |
| --------------------- | ----------------- | ---------------------- |
| Kittisak Rawangpa     | 3 stycznia 1975   | Bangkok Glass F.C.     |
| Kawin Thammasatchanon | 24 listopada 1989 | Muangthong United F.C. |
| Obrońcy               |                   |                        |
| Suree Sukha           | 27 lipca 1982     | Chonburi FC            |
| Natthaphong Samana    | 29 czerwca 1984   | Chonburi FC            |
| Nattaporn Phanrit     | 11 stycznia 1982  | Muangthong United F.C. |
| Panupong Wongsa       | 23 listopada 1983 | Muangthong United F.C. |
| Suttinan Phuk-hom     | 19 kwietnia 1984  | Chonburi FC            |
| Piyachart Tamaphan    | 4 kwietnia 1986   | Muangthong United F.C. |
| Pomocnicy             |                   |                        |
| Datsakorn Thonglao    | 30 grudnia 1983   | Muangthong United F.C. |
| Rangsan Viwatchaichok | 22 stycznia 1979  | Buriram PEA F.C.       |
| Sutee Suksomkit       | 5 czerwca 1978    | Bangkok Glass F.C.     |
| Therdsak Chaiman      | 29 września 1973  | Chonburi FC            |
| Pichitphong Choeichiu | 28 sierpnia 1982  | Muangthong United F.C. |
| Narongchai Vachiraban | 16 lutego 1981    | Police United F.C.     |
| Anawin Jujeen         | 13 marca 1987     | Bangkok Glass F.C.     |
| Adul Lahso            | 19 września 1986  | Chonburi FC            |
| Napastnicy            |                   |                        |
| Teeratep Winothai     | 16 lutego 1985    | Muangthong United F.C. |
| Anon Sangsanoi        | 3 stycznia 1984   | BEC Tero Sasana FC     |
| Sompong Soleb         | 30 lipca 1986     | Thai Port F.C.         |
| Keerati Keawsombat    | 12 stycznia 1987  | Buriram PEA F.C.       |

### Kadra Singapuru
| Imię i nazwisko         | Data urodzenia    | Klub                        |
| Bramkarze               | Bramkarze         | Bramkarze                   |
| ----------------------- | ----------------- | --------------------------- |
| Hassan Sunny            | 2 kwietnia 1984   | Tampines Rovers             |
| Jasper Chan             | 7 listopada 1988  | Young Lions                 |
| Obrońcy                 |                   |                             |
| Shahril Alias           | 14 maja 1984      | Home United F.C.            |
| Eddie Chang             | 10 maja 1990      | Young Lions                 |
| Afiq Yunos              | 10 grudnia 1990   | Young Lions                 |
| Safuwan Baharudin       | 22 września 1991  | Young Lions                 |
| Irwan Shah              | 2 listopada 1988  | Young Lions                 |
| Jeremy Chiang           | 11 kwietnia 1985  | Gombak United FC            |
| Pomocnicy               |                   |                             |
| Shukor Zailan           | 8 grudnia 1985    | Tampines Rovers             |
| Syaqir Sulaiman         | 12 sierpnia 1986  | Balestier Khalsa FC         |
| Hariss Harun            | 19 listopada 1990 | Young Lions                 |
| Shi Jiayi               | 2 września 1983   | Home United F.C.            |
| Shahril Ishak           | 23 stycznia 1984  | Home United F.C.            |
| Tengku Mushadad Mohamed | 7 sierpnia 1984   | Home United F.C.            |
| Fazli Ayob              | 24 stycznia 1990  | Young Lions                 |
| Raihan Abdul Rahman     | 7 lutego 1991     | Young Lions                 |
| Napastnicy              |                   |                             |
| Fazrul Nawaz            | 17 kwietnia 1985  | Gombak United FC            |
| Khairul Amri Mohamad    | 15 kwietnia 1986  | Tampines Rovers             |
| Aleksandar Đurić        | 12 sierpnia 1970  | Singapore Armed Forces F.C. |
| Fadhil Noh              | 4 marca 1989      | Young Lions                 |
| Khairul Nizam           | 25 czerwca 1991   | Young Lions                 |